# Гмайна (Кршко)
Гмайна (словен. Gmajna) — поселення в общині Кршко, Споднєпосавський регіон, Словенія. Висота над рівнем моря: 165,8 м.